# Ron Satlof
Ron Satlof (* 27. Oktober 1938 in New York City; † 2. Juli 2018 in Saint Petersburg, Florida, Vereinigte Staaten) war ein US-amerikanischer Filmregisseur und Filmproduzent, der 1973 gemeinsam mit Raynold Gideon für einen Oscar nominiert war.

## Biografie
Satlof besuchte die School of Drama der Carnegie Mellon University in Pittsburgh, wo er seinen Bachelor machte. Beim Vermont Shakespeare Festival trat er in Theaterstücken auf. Zudem nahm Satlof auch ein Album mit Volksliedern auf, bevor es ihn Ende der 1960er-Jahre nach Los Angeles zog.
Gleich zu Beginn seiner Karriere erhielt Satlof eine Oscar-Nominierung für seinen 23-minütigen animierten Kurzfilm Frog Story, bei dem er Regie führte und auch als Produzent und Drehbuchautor in Erscheinung trat. Raynold Gideon, der ebenfalls am Drehbuch mitwirkte und den Film auch mit produzierte, wurde ebenfalls für den Oscar nominiert. Die Trophäe ging jedoch an Richard Barclay und die Biografie über Künstler Norman Rockwell’s World… An American Dream, die sich mit dem Maler und Illustrator Norman Rockwell auseinandersetzt. Satlofs Film zeigt einen Mann, der einen Frosch auf dessen Wunsch hin mit nach Hause nimmt, der sich nach einem Kuss als wunderschöne Frau entpuppt. 
Als Regieassistent von Don Siegel wirkte Satlof sodann 1973 an dem Thriller Der große Coup mit Walter Matthau als Hauptakteur Charley Varrick mit. Diese Aufgabe übernahm er auch in Martin Scorseses Gangsterfilm Hexenkessel aus demselben Jahr, in dem Harvey Keitel und Robert De Niro die Hauptrollen spielten. Daran schlossen sich zahlreiche Arbeiten für Fernsehserien an, darunter Ein Sheriff in New York (1974–1977), Hawaii Fünf-Null (1977, 1978), Drei Engel für Charlie (1980), Magnum (1981), Das A-Team (1983), Hardcastle & McCormick (1983–1985), Trio mit vier Fäusten (1984, 1985), Der Denver-Clan (1989), Diagnose: Mord (1997–1999) und weitere. 
Unter Satlofs Regie entstanden im Zeitraum 1986 bis 1991 acht von insgesamt 30 Einzelfilmen der Reihe über Perry Mason mit Raymond Burr und Barbara Hale. Aus der ursprünglichen Serie wirkte neben Burr einzig Barbara Hale als Masons Sekretärin Della Street in den Filmen mit. 
Auch nachdem Satlof sich nach Florida in den Ruhestand zurückgezogen hatte, produzierte und inszenierte er weiter Filme, so beispielsweise das komödiantische Drama Misconceptions (2008), in dem eine konservative, religiöse und zudem verheiratete Frau aus dem Süden von Gott selbst angewiesen wird, ein Kind für ein schwules verheiratetes Paar auszutragen. Zudem wirkte er 2015 aktiv an der Reality-Fernsehserie The Condo Cops mit. Es war seine letzte künstlerische Arbeit.
Ron Satlof, der auch Mitglied des Beirats des Gasparilla Film Festivals in Tampa Bay war und Kinematographie am Eckerd College in Saint Petersburg unterrichtete, starb 2018 im Alter von 79 Jahren in seinem Haus in Saint Petersburg. Er hinterließ seine Frau Magda und eine Tochter.

## Filmografie (Auswahl)
– Regie, wenn nicht anders angegeben
- 1972: Frog Story (Kurzfilm; auch Produzent und Drehbuchautor)
- 1972: Melinda (nur Regieassistenz)
- 1973: Der große Coup (Charley Varrick; nur Regieassistenz)
- 1973: Hexenkessel (Mean Streets; nur Regieassistenz)
- 1973: Der Sechs-Millionen-Dollar-Mann – Der Waffenschieber und Das Erpressersyndikat
(The Six Million Dollar Man; Fernsehserie; nur Produzent)
- 1975: Get Christie Love! (Fernsehserie, Folge I’m Your New Neighbor)
- 1975, 1976: Ein Sheriff in New York (McCloud; Fernsehserie,
Folgen Showdown at Times Square und Night of the Shark; auch Produzent)
- 1977: The Hardy Boys/Nancy Drew Mysteries (Fernsehserie,
Folgen The Mystery of Witches’ Hollow und The Strange Fate of Flight 608)
- 1977, 1978: Hawaii Fünf-Null (Hawaii Five-O; Fernsehserie, 3 Folgen)
- 1977–1981: Quincy (Quincy M.E.; Krimiserie, 13 Folgen)
- 1978: Spider-Man – Der Spinnenmensch / The Amazing Spider-Man (Fernsehserie,
Folgen The Deadly Dust: Part 1 und Part 2; auch Produzent)
- 1979: Barnaby Jones (Krimiserie, Folge Dance with Death)
- 1979: Ein Duke kommt selten allein (The Dukes of Hazzard; Fernsehserie, Folge Repo Men)
- 1979: Salvage 1 (Fernsehserie, 6 Folgen)
- 1980: Drei Engel für Charlie (Charlie’s Angels; Fernsehserie, Folge Toni’s Boys)
- 1980: Kampfstern Galactica (Galactica 1980; Sci-Fi-Fernsehserie, Folge The Return of Starbuck)
- 1981: Magnum (Magnum, P.I.; Fernsehserie, Folge All Roads Lead to Floyd)
- 1981: Nero Wolfe (Fernsehserie, Folge The Blue Ribbon Hostage)
- 1981: Flamingo Road (Fernsehserie, Folge The Arrangement)
- 1982: Ein Colt für alle Fälle (The Fall Guy; Fernsehserie,
Folge The Adventures of Ozzie and Harold; auch Produzent)
- 1982: Der Junge vom anderen Stern (The Powers of Matthew Star; Fernsehserie, 4 Folgen)
- 1982, 1983: Die Zeitreisenden (Voyagers!; Fernsehserie, 3 Folgen)
- 1983: Das A-Team (The A-Team; Fernsehserie, 5 Folgen)
- 1983–1985: Hardcastle & McCormick (Hardcastle and McCormick; Fernsehserie, 5 Folgen)
- 1984, 1985: Trio mit vier Fäusten (Riptide; Fernsehserie, 5 Folgen)
- 1984, 1985: Hunter (Krimiserie Folgen Hunter, Legacy und Waiting for Mr. Wrong)
- 1985: Perry Mason kehrt zurück (Perry Mason Returns, Fernsehfilm)
- 1985: Agentin mit Herz (Scarecrow and Mrs. King; Fernsehserie, Folge Fast Food for Thought)
- 1986: Perry Mason: Bezahlte Killer (Perry Mason: The Case of the Notorious Nun; Fernsehfilm)
- 1986: Perry Mason: Tote geben keine Interviews (Perry Mason: The Case of the Shooting Star)
- 1987: Perry Mason und die verlorene Liebe (Perry Mason: The Case of the Lost Love)
- 1987: Perry Mason und die verheiratete Dirne (Perry Mason: The Case of the Murdered Madam)
- 1987–1990: Jake und McCabe – Durch dick und dünn (Jake and the Fatman; Fernsehserie, 5 Folgen; auch Produzent)
- 1988: Perry Mason: Die Tote im See (Perry Mason: The Case of the Lady in the Lake)
- 1989: Der Denver-Clan (Dynasty; Fernsehserie, Folge The Son Also Rises)
- 1990: Ein gesegnetes Team (Father Dowling Mysteries; Krimiserie,
Folgen The Stone Killer Mystery und The Perfect Couple Mystery)
- 1990: Zorro – Der schwarze Rächer (Zorro; Fernsehserie, 6 Folgen)
- 1990: Perry Mason und der Tod eines Idols (Perry Mason: The Case of the Silenced Singer)
- 1991: Perry Mason und der glücklose Freund (Perry Mason: The Case of the Maligned Mobster)
- 1992, 1993: Scharfe Waffen – heiße Kurven (Dangerous Curves; Fernsehserie, 4 Folgen)
- 1995: Palm Beach-Duo (Silk Stalkings; Fernsehserie, 4 Folgen)
- 1995–1997: Renegade – Gnadenlose Jagd (Renegade; Fernsehserie, 8 Folgen)
- 1997: Pacific Blue – Die Strandpolizei (Pacific Blue; Fernsehserie, Folge Soft Targets)
- 1997–1999: Diagnose: Mord (Diagnosis Murder; Krimi/Arztserie, 8 Folgen)
- 1999, 2000: Martial Law – Der Karate-Cop (Martial Law; Krimiserie, Folgen My Man Sammo, No Quarter und Heartless)
- 2008: Misconceptions (auch Produzent und Drehbuchautor)
- 2015: The Condo Cops (Krimiserie, Reality-TV, 5 Folgen; auch Aufnahmeleiter bei der Folge A Toilet on His Front Porch und Produktionsberater bei der Folge The Voodoo Lady)

## Auszeichnungen
- Oscarverleihung 1973: Oscarnominierung für und mit dem Kurzfilm Frog Story
gemeinsam mit Raynold Gideon in der Kategorie „Bester Kurzfilm“
- Primetime-Emmy-Verleihung 1975: nominiert für und mit der Serie Ein Sheriff in New York
 gemeinsam mit Michael Gleason und Glen A. Larson in der Kategorie „Kreative Leistung“ (Miniserie)